# Calle de Becerro de Bengoa
La calle de Becerro de Bengoa es una vía pública de la ciudad española de Vitoria.

## Descripción

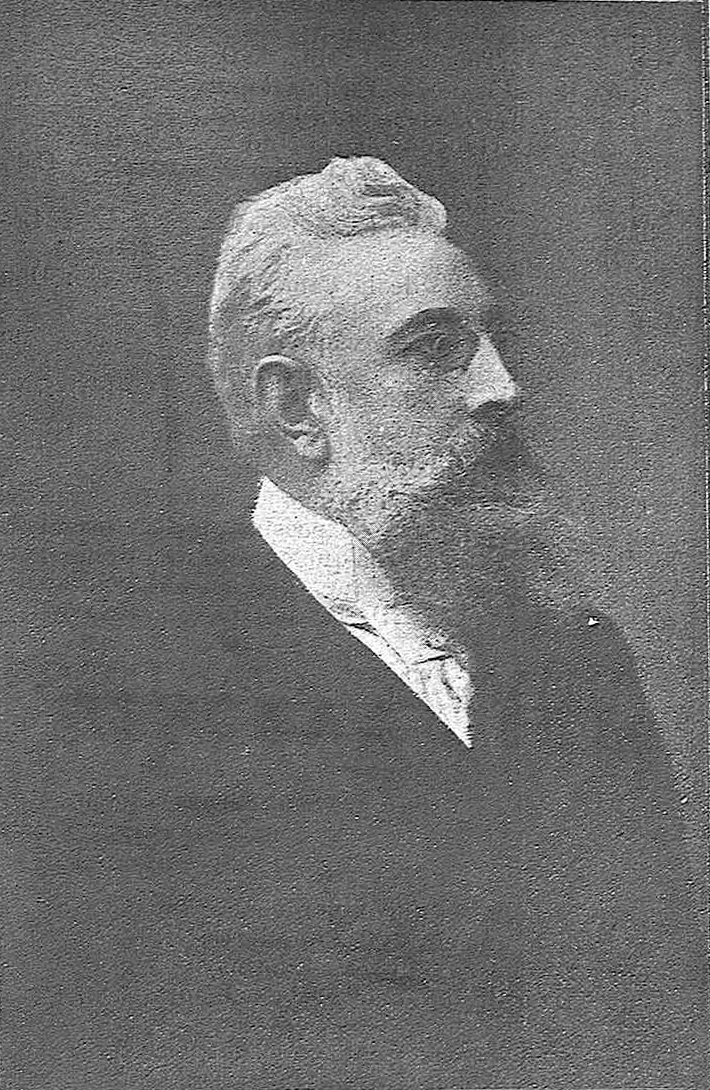
Ricardo Becerro de Bengoa (1845-1902), cronista de la ciudad que da nombre a la calle

La calle discurre desde la confluencia de la plaza del General Loma con la calle de San Antonio hasta la del Prado. Se conoció en un origen, desde 1855, con el título de «calle del Instituto». Bajo ese nombre ―que se debe al Instituto de Segunda Enseñanza sito en la vía―, aparece descrita en la Guía de Vitoria (1901) de José Colá y Goiti:

Calle del Instituto.—Nombre primitivo. Se le dió este título en 1855. Principia en la plaza del General Loma y termina en la del Prado. El costado izquierdo de esta vía le forma el Instituto de 2.ª enseñanza, edificio construido ad hoc é inaugurado en 1855. En el mismo edificio están instaladas la Audiencia provincial, el Juzgado municipal y el Ateneo de Vitoria, fundado en 1866.
(Colá y Goiti, 1901, p. 41)

El 5 de febrero de 1902, apenas cuatro días después del fallecimiento del profesor, periodista, publicista, político, académico y dibujante Ricardo Becerro de Bengoa (1845-1902), cronista de la ciudad y autor de obras como El libro de Álava, Descripciones de Álava y Antigüedades históricas y literarias de Alaba, se le dio a la vía el título de «calle de Becerro de Bengoa» en su honor, que ha mantenido hasta la actualidad.
El edificio que se construyó para ser instituto, ahora reconvertido en sede del Parlamento Vasco, ha dado cobijo a variadas instituciones, entre las que se cuentan la Academia Cervántica Española y el Real Ateneo Científico, Literario y Artístico de Vitoria —de los que fue miembro Becerro de Bengoa—, la Academia de Ciencias Médicas, la Universidad de Oñate, la Universidad Libre de Vitoria, La Exploradora de Manuel Iradier, la Academia Alavesa de Ciencias de Observación, el Orfeón Alavés, la Exposición Alavesa Industrial, el Museo Incipiente de Arte impulsado por Federico Baráibar, la Biblioteca Pública del Estado, la Agrupación Coral Manuel Iradier, la Academia Provincial de Danzas, la Banda Municipal de Música y algunas facultades de la Universidad de Deusto. En otros lugares de la calle, han tenido sede la Cooperativa Cívico Militar, la Automóvil Vitoriana, el Registro de la Propiedad y una comisaría de la policía, entre otras instituciones.